# Photo mortelle
Photo mortelle (Tithonus) est le 10e épisode de la saison 6 de la série télévisée X-Files. Dans cet épisode, Scully enquête sur un photographe qui arrive toujours en premier sur les scènes de crime ou d'accident.
L'épisode, écrit par Vince Gilligan autour de trois éléments différents et reprenant une intrigue initiée dans Voyance par procuration, a obtenu des critiques globalement favorables.

## Résumé
À New York, le photographe Alfred Fellig sort brusquement d'un ascenseur lorsqu'il voit les autres personnes à l'intérieur perdre leurs couleurs pour devenir grises. Peu après, le câble de l'ascenseur se rompt et l'appareil s'écrase. Quand ses portes s'ouvrent, révélant toutes les personnes mortes, Fellig est là pour prendre des photographies. L'agent du FBI Peyton Ritter soupçonne Fellig de meurtre après avoir comparé deux photos qu'il a prise sur une scène de suicide. Alvin Kersh désigne Scully pour faire équipe avec lui, laissant volontairement Mulder en dehors de l'affaire. Scully et Ritter découvrent que Fellig ne semble pas avoir vieilli depuis plus de trente ans.
Pendant ce temps, Fellig prend des photos d'un homme mourant qui vient de se faire agresser lorsque l'assassin le poignarde plusieurs fois dans le dos. Fellig se relève néanmoins puis s'en va en abandonnant le couteau sur place. Les empreintes de Fellig étant sur l'arme, Scully et Ritter le convoquent pour un interrogatoire et découvrent ses blessures. Fellig est alors relâché et placé sous surveillance. Scully, agacée par le comportement de Fellig, lui demande comment il arrive à être si souvent présent sur place avant la police lorsque quelqu'un meurt. Fellig propose alors de lui montrer. Après avoir circulé en voiture pendant un moment, il lui désigne une prostituée et lui annonce qu'elle va mourir. Lorsqu'un proxénète commence à la harceler, Scully intervient mais la prostituée est écrasée juste après par un camion.
Mulder, qui a fait des recherches depuis son bureau, apprend à Scully que Fellig est âgé de 149 ans. Alors que Ritter a l'intention d'arrêter Fellig, Scully vient le trouver. Fellig lui explique qu'il ne peut pas mourir depuis que la Mort l'a épargné, pour prendre quelqu'un d'autre à sa place, quand il n'avait pas osé la regarder en face lors d'une épidémie de fièvre jaune. Lassé de cette immortalité qu'il n'a pas demandé, il cherche à photographier la Mort pour pouvoir enfin la regarder en face et mourir. Fellig voit ensuite Scully perdre ses couleurs et devenir grise. Peu après, Ritter fait irruption et tire sur Fellig, touchant également Scully qui se trouvait derrière lui. Alors que Scully est mourante, Fellig lui demande de fermer les yeux et lui prend la main. La coloration grise passe de Scully à Fellig, qui meurt. Mulder rend ensuite visite à Scully, qui se remet très rapidement de sa blessure.

## Distribution
- David Duchovny : Fox Mulder
- Gillian Anderson : Dana Scully
- Geoffrey Lewis : Alfred Fellig
- Richard Ruccolo : Peyton Ritter
- James Pickens Jr. : Alvin Kersh
- Thomas Rosales Jr. : Malcolm Wiggins

## Production

### Écriture du scénario
Vince Gilligan mêle trois éléments différents pour bâtir son scénario. Le nom d'Alfred Fellig est une référence au photographe Arthur Fellig, plus connu sous le nom de Weegee. Le titre original de l'épisode se réfère quant à lui au mythe grec de Tithon, qui avait acquis l'immortalité mais pas la jeunesse éternelle. Enfin, Gilligan s'inspire de l'épidémie de fièvre jaune de Philadelphie de 1793. L'équipe de scénaristes évoquait depuis plusieurs années l'idée d'une histoire sur l'immortalité mais avait des difficultés à rendre cette notion effrayante. Gilligan trouve la solution en faisant du personnage immortel quelqu'un qui essaie de photographier la Mort pour pouvoir enfin mourir.
Cet épisode est également un moyen de clore l'intrigue amorcée dans Voyance par procuration avec la prédiction mystérieuse faite par Clyde Bruckman à Scully qui avait fait beaucoup parler d'elle parmi les fans de la série. Frank Spotnitz déclare que cet épisode clôt cette intrigue de façon « très satisfaisante ». Néanmoins, Chris Carter a confirmé en 2014 que Scully était vraiment immortelle.

### Tournage
Plusieurs scènes de l'épisode sont tournées sur les plateaux de la série New York Police Blues, installés à deux pas de ceux de X-Files. Les appareils photo de Fellig sont prêtés par le musée de la photographie de l'université de Californie, alors que la plupart des photographies exposées chez lui sont fournies à titre gracieux par la société Corbis. Geoffrey Lewis, qui interprète Fellig, est photographié plusieurs fois, et chacune de ces photos est retouchée pour donner l'illusion qu'elles ont été prises à différentes époques.
Les blessures au couteau dans le dos de Fellig sont appliquées avec soin afin de suggérer son pouvoir de guérison accéléré. L'effet visuel le plus ardu à réaliser est la transformation du visage des personnes dont la mort est proche de la couleur au noir et blanc. Les techniciens utilisent un procédé proche de la colorisation cinématographique mais en l'inversant. La partie à décolorer est esquissée sur chaque image concernée, puis un logiciel informatique est utilisé pour accomplir le travail.

## Accueil

### Audiences
Lors de sa première diffusion aux États-Unis, l'épisode réalise un score de 9,2 sur l'échelle de Nielsen, avec 13 % de parts de marché, et est regardé par 15,90 millions de téléspectateurs. La promotion télévisée de l'épisode est réalisée avec le slogan « When death looks you in the face... you're dead. Tonight, Scully gets a good hard look » (en français « Quand la mort vous regarde en face... Vous êtes mort. Ce soir, Scully en a un sérieux aperçu »).

### Accueil critique
L'épisode recueille des critiques globalement favorables. Dans leur livre sur la série, Robert Shearman et Lars Pearson lui donnent la note de 5/5. Zack Handlen, du site The A.V. Club, lui donne la note de A. Dans son livre, Tom Kessenich évoque un épisode « captivant » qui est un « fascinant rejeton » de Voyance par procuration. John Keegan, du site Critical Myth, lui donne la note de 8/10. Le site Le Monde des Avengers lui donne la note de 4/4.
Du côté des critiques mitigées, Paula Vitaris, de Cinefantastique, lui donne la note de 2,5/4.